# Apparition des équipes dans la Coupe du monde de football
 (novembre 2022).
Depuis la première Coupe du monde de football en 1930 en Uruguay, il y a eu 22 éditions de l'épreuve sportive souvent considérée comme la plus importante au monde. 85 équipes différentes ont été qualifiées pour la phase finale de la Coupe du monde de football, mais seules 84 y ont effectivement participé.
En 22 éditions, on compte ainsi :
- en demi-finales :
  - 25 demi-finalistes différents, Carte des participants à la coupe du monde de football
  - 62 fois des nations européennes,

Carte des participants à la coupe du monde de football

  - 23 fois des nations sud-américaines,
  - 1 fois une nation nord-américaine,
  - 1 fois une nation asiatique ,
  - 1 fois une nation africaine ;
- en finale :
  - 13 finalistes différents,
  - 29 fois des nations européennes,
  - 15 fois des sud-américaines ;
- 8 champions différents :
  - 5 nations européennes qui totalisent 12 titres,
  - 3 sud-américaines totalisant 10 titres.

## Classement des équipes par nombres de participations
| Participations | Consécutives | Équipe                         | Première | Dernière | Meilleure performance        | Confédération |
| -------------- | ------------ | ------------------------------ | -------- | -------- | ---------------------------- | ------------- |
| 23             | 23           | Brésil                         | 1930     | 2026     | Champion (5 fois)            | CONMEBOL      |
| 20             | 18           | Allemagne                      | 1934     | 2022     | Champion (4 fois)            | UEFA          |
| 19             | 14           | Argentine                      | 1930     | 2026     | Champion (3 fois)            | CONMEBOL      |
| 18             | 14           | Italie                         | 1934     | 2014     | Champion (4 fois)            | UEFA          |
| 18             | 9            | Mexique                        | 1930     | 2026     | Quarts de finale (2 fois)    | CONCACAF      |
| 16             | 7            | France                         | 1930     | 2022     | Champion (2 fois)            | UEFA          |
| 16             | 12           | Espagne                        | 1934     | 2022     | Champion                     | UEFA          |
| 16             | 7            | Angleterre                     | 1950     | 2022     | Champion                     | UEFA          |
| 14             | 4            | Uruguay                        | 1930     | 2022     | Champion (2 fois)            | CONMEBOL      |
| 14             | 6            | Belgique                       | 1930     | 2022     | Troisième                    | UEFA          |
| 12             | 3            | Suède                          | 1934     | 2018     | Finaliste                    | UEFA          |
| 12             | 7            | États-Unis                     | 1930     | 2026     | Troisième                    | CONCACAF      |
| 12             | 11           | Corée du Sud                   | 1954     | 2026     | Quatrième                    | AFC           |
| 12             | 5            | Suisse                         | 1934     | 2022     | Quarts de finale (3 fois)    | UEFA          |
| 11             | 3            | Pays-Bas                       | 1934     | 2022     | Finaliste (3 fois)           | UEFA          |
| 9              | 4            | Hongrie                        | 1934     | 1986     | Finaliste (2 fois)           | UEFA          |
| 9              | 4            | Pologne                        | 1938     | 2022     | Troisième (2 fois)           | UEFA          |
| 9              | 2            | Chili                          | 1930     | 2014     | Troisième                    | CONMEBOL      |
| 8              | 3            | Tchécoslovaquie                | 1934     | 1990     | Finaliste (2 fois)           | UEFA          |
| 8              | 6            | Portugal                       | 1966     | 2022     | Troisième                    | UEFA          |
| 8              | 4            | Yougoslavie                    | 1930     | 1990     | Quatrième (2 fois)           | UEFA          |
| 8              | 4            | Cameroun                       | 1982     | 2022     | Quarts de finale             | CAF           |
| 8              | 4            | Paraguay                       | 1930     | 2010     | Quarts de finale             | CONMEBOL      |
| 8              | 8            | Japon                          | 1998     | 2026     | Huitièmes de finale (4 fois) | AFC           |
| 8              | 5            | Écosse                         | 1954     | 1998     | 1er tour (8 fois)            | UEFA          |
| 7              | 2            | Autriche                       | 1934     | 1998     | Troisième                    | UEFA          |
| 7              | 4            | Bulgarie                       | 1962     | 1998     | Quatrième                    | UEFA          |
| 7              | 4            | Union soviétique               | 1958     | 1990     | Quatrième                    | UEFA          |
| 7              | 3            | Roumanie                       | 1930     | 1998     | Quarts de finale             | UEFA          |
| 7              | 6            | Australie                      | 1974     | 2026     | Huitièmes de finale (2 fois) | AFC           |
| 7              | 4            | Iran                           | 1978     | 2026     | 1er tour (6 fois)            | AFC           |
| 6              | 3            | Croatie                        | 1998     | 2022     | Finaliste                    | UEFA          |
| 6              | 2            | Maroc                          | 1970     | 2022     | Quatrième                    | CAF           |
| 6              | 3            | Costa Rica                     | 1990     | 2022     | Quarts de finale             | CONCACAF      |
| 6              | 2            | Danemark                       | 1986     | 2022     | Quarts de finale             | UEFA          |
| 6              | 3            | Colombie                       | 1962     | 2018     | Quarts de finale             | CONMEBOL      |
| 6              | 5            | Nigeria                        | 1994     | 2018     | Huitièmes de finale (3 fois) | CAF           |
| 6              | 4            | Arabie saoudite                | 1994     | 2022     | Huitièmes de finale          | AFC           |
| 6              | 3            | Tunisie                        | 1978     | 2022     | 1er tour (6 fois)            | CAF           |
| 5              | 2            | Pérou                          | 1930     | 2018     | Quarts de finale             | CONMEBOL      |
| 5              | 2            | Équateur                       | 2002     | 2026     | Huitièmes de finale          | CONMEBOL      |
| 4              | 3            | Ghana                          | 2006     | 2022     | Quarts de finale             | CAF           |
| 4              | 2            | Russie                         | 1994     | 2018     | Quarts de finale             | UEFA          |
| 4              | 2            | Algérie                        | 1982     | 2014     | Huitièmes de finale          | CAF           |
| 3              | 2            | Sénégal                        | 2002     | 2022     | Quarts de finale             | CAF           |
| 3              | 2            | République d'Irlande           | 1990     | 2002     | Quarts de finale             | UEFA          |
| 3              | 2            | Irlande du Nord                | 1958     | 1986     | Quarts de finale             | UEFA          |
| 3              | 2            | Grèce                          | 1994     | 2014     | Huitièmes de finale          | UEFA          |
| 3              | 2            | Norvège                        | 1938     | 1998     | Huitièmes de finale          | UEFA          |
| 3              | 2            | Canada                         | 1986     | 2026     | 1er tour (2 fois)            | CONCACAF      |
| 3              | 1            | Nouvelle-Zélande               | 1982     | 2026     | 1er tour (2 fois)            | OFC           |
| 3              | 2            | Serbie                         | 2010     | 2022     | 1er tour (3 fois)            | UEFA          |
| 3              | 1            | Égypte                         | 1934     | 2018     | 1er tour (3 fois)            | CAF           |
| 3              | 3            | Côte d'Ivoire                  | 2006     | 2014     | 1er tour (3 fois)            | CAF           |
| 3              | 2            | Honduras                       | 1982     | 2014     | 1er tour (3 fois)            | CONCACAF      |
| 3              | 2            | Afrique du Sud                 | 1998     | 2010     | 1er tour (3 fois)            | CAF           |
| 3              | 1            | Bolivie                        | 1930     | 1994     | 1er tour (3 fois)            | CONMEBOL      |
| 2              | 1            | Turquie                        | 1954     | 2002     | Troisième                    | UEFA          |
| 2              | 1            | Pays de Galles                 | 1958     | 2022     | Quarts de finale             | UEFA          |
| 2              | 1            | Corée du Nord                  | 1966     | 2010     | Quarts de finale             | AFC           |
| 2              | 1            | Serbie-et-Monténégro           | 1998     | 2006     | Huitièmes de finale          | UEFA          |
| 2              | 1            | Slovénie                       | 2002     | 2010     | 1er tour (2 fois)            | UEFA          |
| 2              | 1            | Salvador                       | 1970     | 1982     | 1er tour (2 fois)            | CONCACAF      |
| 1              | 1            | Jordanie                       | 2026     | 2026     | À venir                      | AFC           |
| 1              | 1            | Ouzbékistan                    | 2026     | 2026     | À venir                      | AFC           |
| 1              | 1            | Qatar                          | 2022     | 2022     | 1er tour                     | AFC           |
| 1              | 1            | Islande                        | 2018     | 2018     | 1er tour                     | UEFA          |
| 1              | 1            | Panama                         | 2018     | 2018     | 1er tour                     | CONCACAF      |
| 1              | 1            | Bosnie-Herzégovine             | 2014     | 2014     | 1er tour                     | UEFA          |
| 1              | 1            | Slovaquie                      | 2010     | 2010     | Huitièmes de finale          | UEFA          |
| 1              | 1            | Ukraine                        | 2006     | 2006     | Quarts de finale             | UEFA          |
| 1              | 1            | Angola                         | 2006     | 2006     | 1er tour                     | CAF           |
| 1              | 1            | Tchéquie                       | 2006     | 2006     | 1er tour                     | UEFA          |
| 1              | 1            | Togo                           | 2006     | 2006     | 1er tour                     | CAF           |
| 1              | 1            | Trinité-et-Tobago              | 2006     | 2006     | 1er tour                     | CONCACAF      |
| 1              | 1            | Chine                          | 2002     | 2002     | 1er tour                     | AFC           |
| 1              | 1            | Jamaïque                       | 1998     | 1998     | 1er tour                     | CONCACAF      |
| 1              | 1            | Émirats arabes unis            | 1990     | 1990     | 1er tour                     | AFC           |
| 1              | 1            | Irak                           | 1986     | 1986     | 1er tour                     | AFC           |
| 1              | 1            | Koweït                         | 1982     | 1982     | 1er tour                     | AFC           |
| 1              | 1            | Allemagne de l'Est             | 1974     | 1974     | Quarts de finale             | UEFA          |
| 1              | 1            | Haïti                          | 1974     | 1974     | 1er tour                     | CONCACAF      |
| 1              | 1            | Zaïre                          | 1974     | 1974     | 1er tour                     | CAF           |
| 1              | 1            | Israël                         | 1970     | 1970     | 1er tour                     | UEFA          |
| 1              | 1            | Cuba                           | 1938     | 1938     | Quarts de finale             | CONCACAF      |
| 1              | 1            | Indes orientales néerlandaises | 1938     | 1938     | 1er tour                     | AFC           |
| 0              |              | Inde                           | 1950     | 1950     | forfait                      | AFC           |
| Participations | Consécutives | Équipe                         | Première | Dernière | Meilleure performance        | Confédération |

En italique, les pays qui ont disparu.

## Première participation par Coupe du monde
Un total de 86 sélections nationales différentes (certaines ayant représenté un même pays à différentes époques ou sous des noms différents) ont disputé une phase finale de Coupe du monde. Chaque édition a vu apparaître au moins une équipe pour la première fois, comme le montre le tableau ci-dessous.
| Année | Nombre | Équipes |
| 1930  | 13     | Argentine — Belgique — Bolivie — Brésil — Chili — États-Unis — France — Mexique — Paraguay — Pérou — Roumanie — Uruguay — Yougoslavie |
| 1934  | 10     | Allemagne — Autriche — Égypte — Espagne — Hongrie — Italie — Pays-Bas — Suède — Suisse — Tchécoslovaquie                              |
| 1938  | 4      | Cuba — Indes orientales néerlandaises — Norvège — Pologne                                                                             |
| 1950  | 1      | Angleterre — Écosse — Inde— Turquie                                                                                                   |
| 1954  | 4      | Corée du Sud — Écosse — Allemagne de l'Ouest — Turquie                                                                                |
| 1958  | 3      | Irlande du Nord — Pays de Galles — Union soviétique                                                                                   |
| 1962  | 2      | Bulgarie — Colombie |
| 1966  | 2      | Corée du Nord — Portugal |
| 1970  | 3      | Israël — Maroc — Salvador |
| 1974  | 4      | Allemagne de l'Est — Australie — Haïti — Zaïre                                                                                        |
| 1978  | 2      | Iran — Tunisie |
| 1982  | 5      | Algérie — Cameroun — Honduras — Koweït — Nouvelle-Zélande                                                                             |
| 1986  | 3      | Canada — Danemark — Irak |
| 1990  | 3      | Costa Rica — Émirats arabes unis — République d'Irlande                                                                               |
| 1994  | 4      | Arabie saoudite — Grèce — Nigeria — Russie                                                                                            |
| 1998  | 4      | Afrique du Sud — Croatie — Jamaïque — Japon — RF Yougoslavie                                                                          |
| 2002  | 4      | Chine — Équateur — Sénégal — Slovénie                                                                                                 |
| 2006  | 7      | Angola — Côte d'Ivoire — Ghana — Tchéquie — Togo — Trinité-et-Tobago — Ukraine                                                        |
| 2010  | 2      | Serbie — Slovaquie |
| 2014  | 1      | Bosnie-Herzégovine |
| 2018  | 2      | Islande — Panama |
| 2022  | 1      | Qatar |
| 2026  | 2      | Jordanie — Ouzbékistan |

Les équipes barrées auraient dû participer pour la première fois à cette coupe du monde, mais ont dû y renoncer pour diverses raisons (cf. notes de bas de page).
Si l'on excepte les deux premières éditions, c'est l'édition de 2006 qui a vu apparaître le plus grand nombre de nouveaux pays (7).

## Équipes ne comptant aucune participation en phase finale
| Afrique (CAF)        | Amérique du Nord, Centrale et Caraïbes (CONCACAF) | Amérique du Sud (CONMEBOL) | Asie (AFC)        | Europe (UEFA)             | Océanie (OFC)      |
| -------------------- | ------------------------------------------------- | -------------------------- | ----------------- | ------------------------- | ------------------ |
| Bénin                | Anguilla                                          | Venezuela                  | Afghanistan       | Albanie                   | Fidji              |
| Botswana             | Antigua-et-Barbuda                                |                            | Bahreïn           | Andorre                   | Îles Cook          |
| Burkina Faso         | Aruba                                             |                            | Bangladesh        | Arménie                   | Nouvelle-Calédonie |
| Burundi              | Barbade                                           | Bhoutan                    | Azerbaïdjan       | Papouasie-Nouvelle-Guinée |                    |
| Cap-Vert             | Bahamas                                           | Birmanie                   | Biélorussie       | Îles Salomon              |                    |
| Centrafrique         | Belize                                            | Brunei                     | Chypre            | Samoa                     |                    |
| Comores              | Bermudes                                          | Cambodge                   | Estonie           | Samoa américaines         |                    |
| Congo                | Îles Caïmans                                      | Guam                       | Finlande          | Tahiti                    |                    |
| Djibouti             | Curaçao                                           | Hong Kong                  | Géorgie           | Tonga                     |                    |
| Érythrée             | République dominicaine                            | Inde                       | Gibraltar         | Vanuatu                   |                    |
| Eswatini             | Dominique                                         | Kirghizistan               | Îles Féroé        |                           |                    |
| Éthiopie             | Grenade                                           | Laos                       | Kazakhstan        |                           |                    |
| Gabon                | Guatemala                                         | Liban                      | Kosovo            |                           |                    |
| Gambie               | Guyana                                            | Macao                      | Lettonie          |                           |                    |
| Guinée               | Montserrat                                        | Malaisie                   | Liechtenstein     |                           |                    |
| Guinée-Bissau        | Nicaragua                                         | Maldives                   | Lituanie          |                           |                    |
| Guinée équatoriale   | Porto Rico                                        | Mongolie                   | Luxembourg        |                           |                    |
| Kenya                | Saint-Christophe-et-Niévès                        | Népal                      | Macédoine du Nord |                           |                    |
| Lesotho              | Saint-Vincent-et-les-Grenadines                   | Oman                       | Malte             |                           |                    |
| Liberia              | Sainte-Lucie                                      | Pakistan                   | Moldavie          |                           |                    |
| Libye                | Suriname                                          | Palestine                  | Monténégro        |                           |                    |
| Madagascar           | Îles Turques-et-Caïques                           | Philippines                | Saint-Marin       |                           |                    |
| Malawi               | Îles Vierges britanniques                         | Singapour                  |                   |                           |                    |
| Mali                 | Îles Vierges des États-Unis                       | Sri Lanka                  |                   |                           |                    |
| Maurice              |                                                   | Syrie                      |                   |                           |                    |
| Mauritanie           | Taipei chinois                                    |                            |                   |                           |                    |
| Mozambique           | Tadjikistan                                       |                            |                   |                           |                    |
| Namibie              | Thaïlande                                         |                            |                   |                           |                    |
| Niger                | Timor oriental                                    |                            |                   |                           |                    |
| Ouganda              | Turkménistan                                      |                            |                   |                           |                    |
| Rwanda               | Vietnam                                           |                            |                   |                           |                    |
| Sao Tomé-et-Principe | Yémen                                             |                            |                   |                           |                    |
| Seychelles           |                                                   |                            |                   |                           |                    |
| Sierra Leone         |                                                   |                            |                   |                           |                    |
| Somalie              |                                                   |                            |                   |                           |                    |
| Soudan               |                                                   |                            |                   |                           |                    |
| Soudan du Sud        |                                                   |                            |                   |                           |                    |
| Tanzanie             |                                                   |                            |                   |                           |                    |
| Tchad                |                                                   |                            |                   |                           |                    |
| Zambie               |                                                   |                            |                   |                           |                    |
| Zimbabwe             |                                                   |                            |                   |                           |                    |

## Détail de chaque équipe par édition
Le classement de chaque équipe est celui donné par la FIFA. Le classement, à l'exception des quatre premières positions (deux premières en 1930), n'est pas le résultat de confrontations directes entre les équipes. En effet, les équipes éliminées au même stade de la compétition sont départagées par leurs résultats totaux dans le tournoi, suivant un calcul effectué souvent en contradiction avec les modalités et règles des tournois concernés. La place indiquée est donc toute relative et moins significative que le niveau effectif de compétition atteint. Dans les tournois les plus récents, la FIFA utilise ces classements pour départager les têtes de séries lors des tirages au sort.
Bien que n'ayant jamais participé à une phase finale l'Inde est toutefois listée dans ce tableau des équipes en raison de sa qualification préalable (obtenue sans jouer !) pour la phase finale précédant son retrait avant le début de la compétition.
Pour chacun des tournois, le drapeau du pays hôte apparaît, de même que le nombre d'équipes participant au tournoi final, entre parenthèses. Pour l'édition de 1930, l'Angleterre (car elle a quitté la FIFA deux ans plus tôt et a refusé toute invitation), l'Espagne (car les clubs ont refusé de mettre les joueurs à disposition) et l'Italie (car elle n'a pas répondu à l'invitation estimant le voyage trop long) font notamment partie des grandes nations absentes. Le tournoi se limite ainsi à 13 participants au lieu des 16 espérés par Jules Rimet. De même, en raison d'un forfait en 1938 (Autriche) et de trois autres en 1950 (Écosse, Inde et Turquie), ces éditions comptent respectivement 15 et 13 nations au lieu des 16 initialement prévues, la FIFA n'ayant pu procéder au remplacement des équipes s'étant retirées.

## Dernier carré

### Champions
En 22 éditions, 8 nations différentes ont été sacrées championnes : 5 nations européennes totalisant 12 titres et 3 sud-américaines totalisant 10 titres :
- Brésil : 1958, 1962, 1970, 1994 et 2002 en 22 participations
- Italie : 1934, 1938, 1982 et 2006 en 18 participations
- Allemagne[1] : 1954, 1974, 1990 et 2014 en 20 participations
- Argentine : 1978, 1986 et 2022 en 18 participations
- Uruguay : 1930 et 1950 en 14 participations
- France : 1998 et 2018 en 16 participations
- Angleterre : 1966 en 16 participations
- Espagne : 2010 en 16 participations

Outre l'Uruguay, vainqueur de la première édition, toutes les nations européennes qui sont devenues championnes du monde ont remporté le titre dès leur première finale. Le Brésil et l'Argentine ont dû attendre leur deuxième finale pour gagner la Coupe du monde.

Seules 2 équipes ont réussi à remporter deux titres consécutifs :
- l'Italie en 1934 et 1938,
- le Brésil en 1958 et 1962.

### Finalistes
En 22 éditions, 5 nations différentes n'ont jamais réussi à remporter le titre, et 3 d'entre elles ont échoué à plusieurs reprises. Toutes sont européennes et ont perdu au cours de 9 finales différentes.
- Pays-Bas : 1974, 1978 et 2010 en 10 participations
- Tchécoslovaquie[2] : 1934 et 1962 en 8 participations
- Hongrie : 1938 et 1954 en 9 participations
- Suède : 1958 en 12 participations
- Croatie : 2018 en 5 participations

5 champions ont également échoué à une ou plusieurs reprises en finale :
- Argentine : 1930, 1990 et 2014 soit 3 échecs en 6 finales jouées
- Brésil : 1950 et 1998, soit 2 échecs en 7 finales jouées
- Allemagne[1] : 1966, 1982, 1986 et 2002, soit 4  échecs en 8 finales jouées
- Italie : 1970 et 1994, soit 2  échecs en 6 finales jouées
- France : 2006 et 2022 soit 2  échecs en 4 finales jouées

À l'inverse, 3 champions ont toujours gagné leur(s) finale(s).
- Uruguay : 1930 et 1950
- Angleterre : 1966
- Espagne : 2010

À noter :
- Seules des équipes européennes et sud-américaines ont réussi à atteindre la finale :
  - 2 finales ont été 100 % sud-américaines ;
  - 9 finales ont été 100 % européennes ;
  - 11 finales ont été "mixtes" ;
  - la première finale "mixte" fut seulement la sixième, en 1958.
- Hormis bien entendu la première édition de 1930, 5 finales ont opposé des équipes précédemment jamais couronnées : celles de 1934, 1954, 1958, 1978 et 2010.
- Mais seules les deux premières finales ont opposé des équipes atteignant toutes deux pour la première fois ce stade de la compétition : entre l'Uruguay et l'Argentine en 1930, et entre l'Italie et la Tchécoslovaquie[2] en 1934. Dans toutes les autres éditions, au moins l'un des deux protagonistes avait déjà joué une finale auparavant.
- À 9 reprises, la finale a opposé deux nations déjà couronnées auparavant : en 1970, 1982, 1986, 1990, 1994, 2002, 2006, 2014 et 2022
- Une seule fois, deux éditions consécutives ont eu la même finale, mais avec un vainqueur différent : 1986 et 1990 entre l'Allemagne[1] et l'Argentine.
- Seules 2 équipes ont réussi à se qualifier 3 fois consécutivement pour la finale :
  - l'Allemagne[1] en 1982, 1986 et 1990 (2 défaites, puis victoire),
  - le Brésil en 1994, 1998 et 2002 (victoire, défaite, victoire).
- De plus, 5 pays ont réussi à se qualifier 2 fois consécutivement pour la finale :
  - l'Italie en 1934 et 1938 (2 victoires),
  - le Brésil en 1958 et 1962 (2 victoires),
  - les Pays-Bas en 1974 et 1978 (2 défaites),
  - l'Argentine en 1986 et 1990 (victoire, puis défaite).
  - la France en 2018 et 2022 (victoire, puis défaite).
- Presque les ⅔ des finales (14 sur 22) ont vu la présence de l'un ou l'autre des deux pays qui se sont le plus souvent qualifiés pour la finale (Allemagne 8 fois, Brésil 7 fois). Pourtant une seule finale a opposé ces deux nations (en 2002).

### Demi-finalistes
En 22 éditions, 12 nations différentes ayant atteint le dernier carré n'ont jamais réussi à se qualifier pour la finale : 8 nations européennes, 1 nation sud-américaine, 1 nation nord-américaine, 1 nation asiatique et 1 nation africaine. 
- Pologne : troisième en 1974 et 1982 en 9 participations
- Autriche : troisième en 1954 et quatrième en 1934 (et favorite pour l'édition de 1938 d'où elle dut se retirer[14]) en 7 participations
- Portugal : troisième en 1966 et quatrième en 2006 en 8 participations
- Belgique : troisième en 2018 et quatrième en 1986 en 14 participations
- États-Unis : troisième en 1930 en 11 participations
- Chili : troisième en 1962 en 9 participations
- Turquie[10] : troisième en 2002 en 2 participations
- Yougoslavie[3] : quatrième en 1930 et 1962 en 8 participations
- Union soviétique[4] : quatrième en 1966 en 7 participations
- Bulgarie : quatrième en 1994 en 7 participations
- Corée du Sud : quatrième en 2002 en 11 participations
- Maroc : quatrième en 2022 en 6 participations

En outre, 7 champions et 3 finalistes malheureux ont également déjà échoué au stade des demi-finales.
- Allemagne[1] : troisième en 1934, 1970, 2006 et 2010, quatrième en 1958, soit 13 demi-finales au total sur 20 participations
- Brésil : troisième en 1938 et 1978, quatrième en 1974 et 2014, soit 11 demi-finales au total sur 22 participations
- France : troisième en 1958 et 1986, quatrième en 1982, soit 7 demi-finales au total en 16 participations
- Italie : troisième en 1990, quatrième en 1978, soit 8 demi-finales au total en 18 participations
- Suède : troisième de la poule finale en 1950 et troisième en 1994, quatrième en 1938, soit 4 "demi-finales" au total en 12 participations
- Uruguay : quatrième en 1954, 1970 et 2010, soit 5 demi-finales au total en 14 participations
- Pays-Bas : troisième en 2014, quatrième en 1998, soit 5 demi-finales au total en 11 participations
- Espagne : quatrième de la poule finale en 1950, soit 2 "demi-finales" au total en 16 participations
- Angleterre : quatrième en 1990 et 2018, soit 3 demi-finales au total en 16 participations
- Croatie[3] : troisième en 1998 (à sa première participation) et en 2022, soit 3 demi-finales au total en 6 participations

À l'inverse, 1 champion et 2 finalistes malheureux ont toujours gagné leur(s) demi-finale(s).
- Argentine :  1930, 1978, 1986, 1990, 2014 et 2022
- Tchécoslovaquie[2] : 1934 et 1962
- Hongrie : 1938 et 1954